# Nefertiti (pók)
Nefertiti (beceneve Neffi és "The Spidernaut", szabad fordításban az asztronauta mintájára: "A póknauta") egy Johnson-ugrópók (Phidippus johnsoni) volt, mely bár a pókok közül nem az első volt, ami az űrben járt, az első volt, ami vissza is tért a Földre. A Nemzetközi Űrállomáson töltött 100 napot 2012 júliusától 2012. október 3-ig, amikor a SpaceX Dragon űrkapszulával landolt a Csendes-óceánon. Az állomásra egy diák, az egyiptomi Amr Mohamed ötlete nyomán került. Nevét egy ókori egyiptomi királynéról, Nofertitiről kapta.

## A Nemzetközi Űrállomáson
Az űrállomáson való tartózkodása alatt az állomás parancsnoka Sunita Williams volt, aki blogjában írt az állatról és annak párjáról egy Cleopatra nevű pókról, ami viszont nem élte túl a Földre való visszatérést.
Nefertiti elég jól alkalmazkodott a súlytalanság állapotához, a neki és Cleopátrának felvitt muslicákkal táplálkozott. A két pók űrállomáson való tartózkodásának célja az volt, hogy megfigyeljék, hogyan tudnak vadászni mikrogravitációs környezetben.

## A Földön
Visszatérése után az állat a washingtoni Természettudományi Múzeumba (National Museum of Natural History) került, ahol a viselkedését figyelték és ki is állították. A múzeum látogatói között nagy népszerűségnek örvendett, ám 4 nappal később elpusztult. A kutatók szerint halálát nem az űrben töltött idő és a súlytalanság miatti állapotváltozás okozta, hanem valószínűleg természetes halált halt, mivel 10 hónapos volt, ami fajtájának tagjai között magas kornak számít.